# 菲 (北歐神話)
菲，包爾（Borr）和女巨人貝斯特拉（Bestla）的孩子，他的兄弟是奧丁（Odin）和威利（Vili），是創造世界和創造人類的神。當三兄弟利用創造了人類後，菲給他們感情、儀表和語言，因此菲代表的意思是「意志」。
同樣的造人神話中，另一說法是奧丁和海尼爾（Honir）和洛德（Lodour），所以推測菲的另一個名字就是洛德。